# Bernard Rimland
Bernard Rimland (Cleveland, 15 de novembro de 1928 – San Diego, 21 de novembro de 2006) foi um pesquisador e psicólogo estadunidense, considerado um dos principais nomes da história do autismo.
Após descobrir que seu filho era autista, Rimland passou a pesquisar o autismo. Seu trabalho se desenvolveu no seu primeiro livro, Infantile Autism, a primeira obra a questionar os discursos piscanalíticos acerca do transtorno. Rimland foi um dos fundadores da Autism Society of America (ASA) e do Autism Research Institute.
Nos últimos anos de vida, no entanto, Rimland também apoiou pseudociências em torno do autismo, como a comunicação facilitada e a terapia de quelação.